# Модсли, Генри (механик)
Ге́нри Мо́дсли (англ. Henry Maudslay; 22 августа 1771 года — 14 февраля 1831 года) — британский изобретатель инструментов, штампов и станков, считается одним из создателей токарно-винторезного станка.

## Биография
Отец Модсли, которого также звали Генри, работал армейским мастером по ремонту колёс и кузовов карет. После ранения в бою он стал кладовщиком в Королевском арсенале, расположенном в Вулидже, южном районе Лондона, предприятии, производившем вооружение, боеприпасы и взрывчатые вещества, а также проводившем научные исследования для британских вооружённых сил. Там он женился на молодой вдове, Маргарет Лонди. У них было семь детей, среди которых молодой Генри был пятым ребёнком. В 1780 году отец Генри умер. Как и многие дети той эпохи, Генри с раннего возраста начал работать на производстве, в возрасте 12 лет он был «пороховой обезьяной», то есть одним из мальчиков, нанятых для засыпки патронов в Вулиджском арсенале. Два года спустя он был переведён в столярную мастерскую, снабжённую штамповочным кузнечным прессом, где в возрасте пятнадцати лет начал обучаться кузнечному ремеслу.

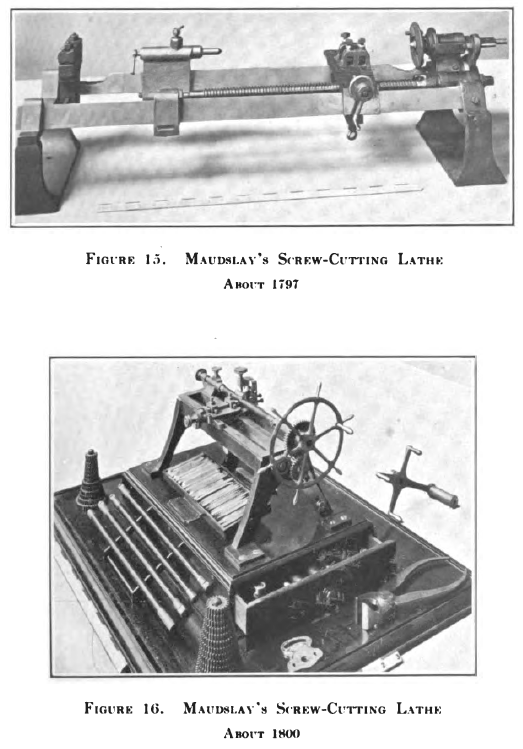
Один из известных токарно-винторезных станков Модсли, создан примерно между 1797 и 1800 годом.

В 1789 Модсли начал работать в лондонской механической мастерской Джозефа Брамы. В 1794 году Модсли изобрёл крестовый суппорт к токарному станку, с помощью которого можно было автоматически вытачивать винты и болты с любой нарезкой. В 1797 он создал токарно-винторезный станок с суппортом (механизированным на основе винтовой пары) и набором зубчатых колёс.
В 1800 году Модсли разработал первый промышленный металлорежущий станок, позволявший стандартизировать размеры резьбы. Благодаря этому изобретению стало возможным внедрить концепцию взаимозаменяемости, чтобы применять на практике гайки и болты. До него резьбу, как правило, набивали квалифицированные работники очень примитивным способом — размечали на заготовке болта канавку, а потом прорезали её, используя зубило, напильник и различные другие инструменты, из-за чего гайки и болты получались нестандартной формы и размера, и гайка подходила только к тому болту, для которого была изготовлена. Гайки применялись редко, металлические винты применялись в основном при работах по дереву, для соединения отдельных блоков. Металлические болты, проходившие через обрамление древесины, для крепежа с другой стороны заклинивались, или на край болта надевалась металлическая шайба, и конец болта развальцовывался. Модсли для использования в своей мастерской стандартизировал процесс изготовления резьбы и выпустил наборы метчиков и плашек, таким образом, любой болт подходил к любой гайке того же размера, что и он сам. Это было большим шагом вперёд в техническом прогрессе и производстве оборудования.
В 1810 году Модсли основал машиностроительный завод, а в 1815 году создал станочную линию по производств канатных блоков для кораблей.
Модсли впервые создал микрометр с точностью измерения до одной десятитысячной доли дюйма (0.0001 в ≈ 3 мкм). Он назвал его «лордом-канцлером», поскольку им пользовались, чтобы уладить любые вопросы относительно точности измерения деталей в его мастерских.
Он также изобрёл машину для пробивки отверстий в листах котельного железа, сконструировал проходческий щит для постройки тоннеля под Темзой в Лондоне. 
В преклонном возрасте Модсли стал проявлять интерес к астрономии и начал строить телескоп. Он намеревался купить дом в одном из районов Лондона и построить частную обсерваторию, но заболел и умер прежде, чем смог осуществить свой план. В январе 1831 года, возвращаясь из Франции от своего друга, во время пересечения Ла-Манша он простудился. После четырёх недель болезни, 14 февраля 1831, он умер. Его похоронили на приходском кладбище церкви св. Марии Магдалины в Вулидже (Южный Лондон), где по его проекту был воздвигнут чугунный мемориал семьи Модсли, отлитый на заводе в Ламбете. В дальнейшем на этом кладбище похоронили ещё 14 членов его семьи.
В мастерской Генри обучались многие выдающиеся инженеры, в том числе Ричард Робертс, Дэвид Нейпир, Джозеф Клемент, сэр Джозеф Уитворт, Джеймс Несмит (изобретатель парового молота), Джошуа Филд и Уильям Мьюир.
Генри Модсли внёс свой вклад в развитие машиностроения, когда оно ещё только зарождалось, основное его новаторство было в создании станков, которые потом будут использоваться в технических мастерских по всему миру.
Компания Модсли была одной из самых важных британских инженерных компаний девятнадцатого века и просуществовала до 1904 года.